# Communauté de communes Marches du Velay-Rochebaron
La communauté de communes Marches du Velay-Rochebaron est une communauté de communes française, située dans le département de la Haute-Loire et la région Auvergne-Rhône-Alpes.

## Historique
Cette communauté de communes naît, le 1er janvier 2017, de la fusion des communautés de communes des Marches du Velay et de Rochebaron à Chalencon. Son siège est fixé à Monistrol-sur-Loire.

## Territoire communautaire

### Composition
La communauté de communes est composée des 14 communes suivantes :

| Nom                         | Code Insee | Gentilé       | Superficie (km2) | Population (dernière pop. légale) | Densité (hab./km2) |
| --------------------------- | ---------- | ------------- | ---------------- | --------------------------------- | ------------------ |
| Monistrol-sur-Loire (siège) | 43137      | Monistroliens | 48,25            | 8 874 (2022)                      | 184                |
| Bas-en-Basset               | 43020      | Bassois       | 46,76            | 4 631 (2022)                      | 99                 |
| Beauzac                     | 43025      | Beauzacois    | 36,33            | 2 964 (2022)                      | 82                 |
| Boisset                     | 43034      | Boissetous    | 14,04            | 382 (2022)                        | 27                 |
| La Chapelle-d'Aurec         | 43058      | Chapelous     | 11,79            | 1 111 (2022)                      | 94                 |
| Malvalette                  | 43127      | Malvalettois  | 21,01            | 882 (2022)                        | 42                 |
| Saint-André-de-Chalencon    | 43166      |               | 17,2             | 381 (2022)                        | 22                 |
| Saint-Pal-de-Chalencon      | 43212      | Saint-Palous  | 28,95            | 1 019 (2022)                      | 35                 |
| Saint-Pal-de-Mons           | 43213      | San-Palous    | 27,11            | 2 324 (2022)                      | 86                 |
| Sainte-Sigolène             | 43224      | Sigolénois    | 30,64            | 6 060 (2022)                      | 198                |
| Solignac-sous-Roche         | 43240      | Solignacois   | 8,65             | 261 (2022)                        | 30                 |
| Tiranges                    | 43246      | Tirangeois    | 26,83            | 455 (2022)                        | 17                 |
| Valprivas                   | 43249      |               | 23,66            | 540 (2022)                        | 23                 |
| Les Villettes               | 43265      | Villettois    | 11,78            | 1 455 (2022)                      | 124                |

### Démographie
| 1968   | 1975   | 1982   | 1990   | 1999   | 2010   | 2015   | 2021   |
| ------ | ------ | ------ | ------ | ------ | ------ | ------ | ------ |
| 17 724 | 18 004 | 19 638 | 21 602 | 24 436 | 29 238 | 30 312 | 31 183 |

## Administration

### Siège
Le siège de la communauté de communes est situé à Monistrol-sur-Loire.

### Les élus
Le conseil communautaire de la communauté de communes Marches du Velay-Rochebaron se compose de 45 membres représentant chacune des communes membres et élus pour une durée de six ans.
Ils sont répartis comme suit :
| Nombre de conseillers | Communes                                                                                |
| --------------------- | --------------------------------------------------------------------------------------- |
| 11                    | Monistrol-sur-Loire                                                                     |
| 8                     | Sainte-Sigolène                                                                         |
| 7                     | Bas-en-Basset                                                                           |
| 4                     | Beauzac                                                                                 |
| 3                     | Saint-Pal-de-Mons                                                                       |
| 2                     | La Chapelle-d'Aurec, Saint-Pal-de-Chalencon, Les Villettes                              |
| 1                     | Boisset, Malvalette, Saint-André-de-Chalencon, Solignac-sous-Roche, Tiranges, Valprivas |

### Présidence
| Période      | Période      | Identité       | Étiquette | Qualité                                     |
| ------------ | ------------ | -------------- | --------- | ------------------------------------------- |
| 2017         | juillet 2020 | Louis Simonnet | DVG       | maire des Villettes (1995 → 2020)           |
| juillet 2020 | En cours     | Xavier Delpy   |           | maire de Saint-André-de-Chalencon (2008 → ) |

### Compétences

#### Compétences obligatoires
La communauté de communes exerce, dès sa création, l'ensemble des compétences obligatoires prévues par la loi.

#### Compétences optionnelles et facultatives
La nouvelle communauté de communes exerce l'ensemble des compétences optionnelles et facultatives qu'exerçaient les communautés de communes fondatrices. La liste de ces compétences figure dans l'annexe 1 de l'arrêté de création. Elles devront être harmonisées dans le délai d'un an pour les compétences optionnelles et de deux ans pour les compétences facultatives.

### Régime fiscal et budget
Le régime fiscal de la communauté de communes est la fiscalité professionnelle unique (FPU).